# Aerides houlletiana
Espèce
Aerides houlletiana est une espèce de plantes à fleurs de la famille des Orchidaceae. C'est une orchidée épiphyte d'Asie du Sud-Est.

## Synonymes
- Aerides falcata var. houlletiana (Rchb.f.) A.H.Kent, 1891
- Aerides picotiana  Rchb.f., 1888, nom. nud.
- Aerides houlletiana var. majus André, 1891
- Aerides platychila Rolfe, 1893

## Distribution
Forêts du Viêt Nam, Thaïlande, Laos et Cambodge, jusqu'à 700 mètres d'altitude.

## Illustrations

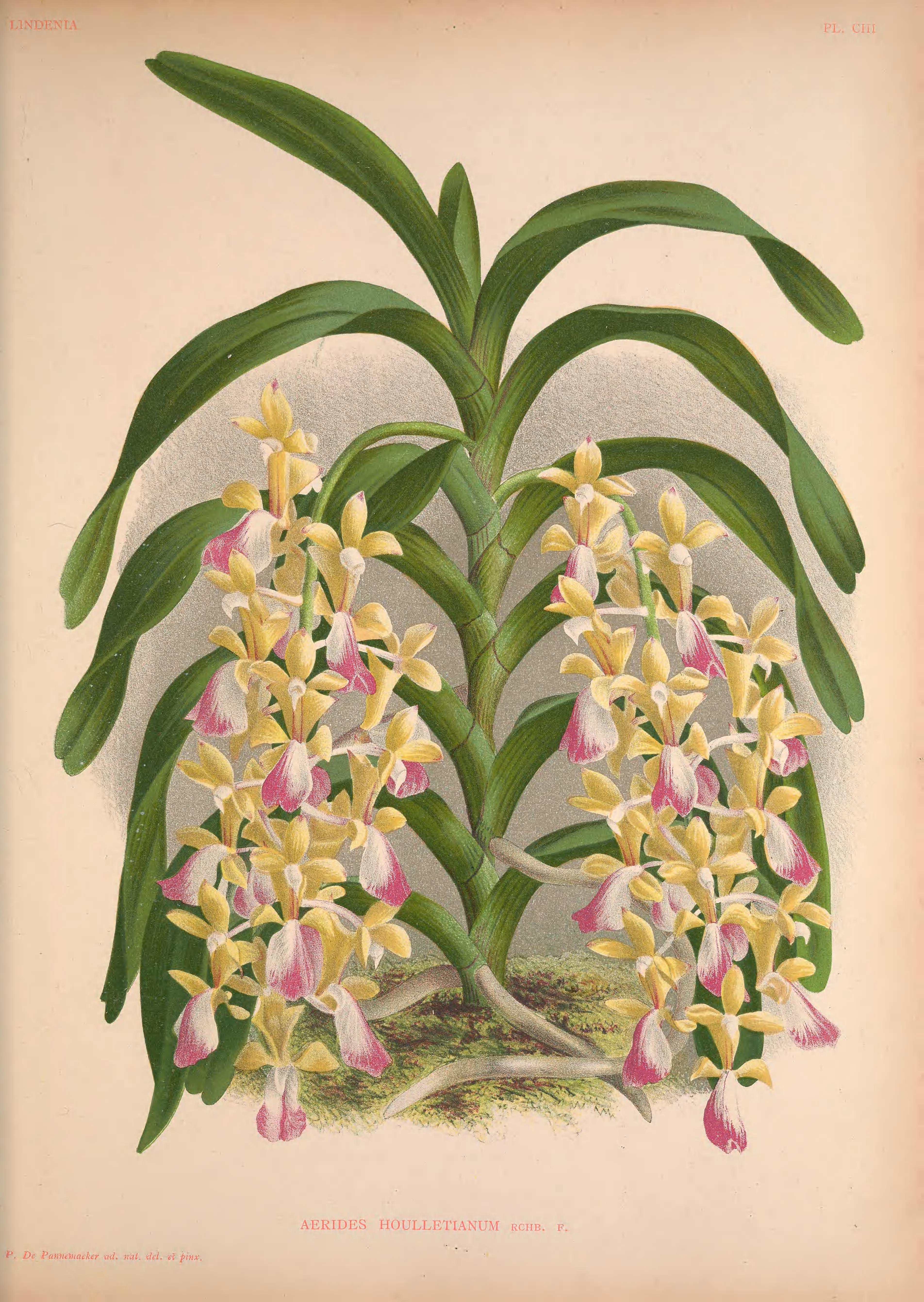
Aerides houlletiana Lucien Linden 1885.
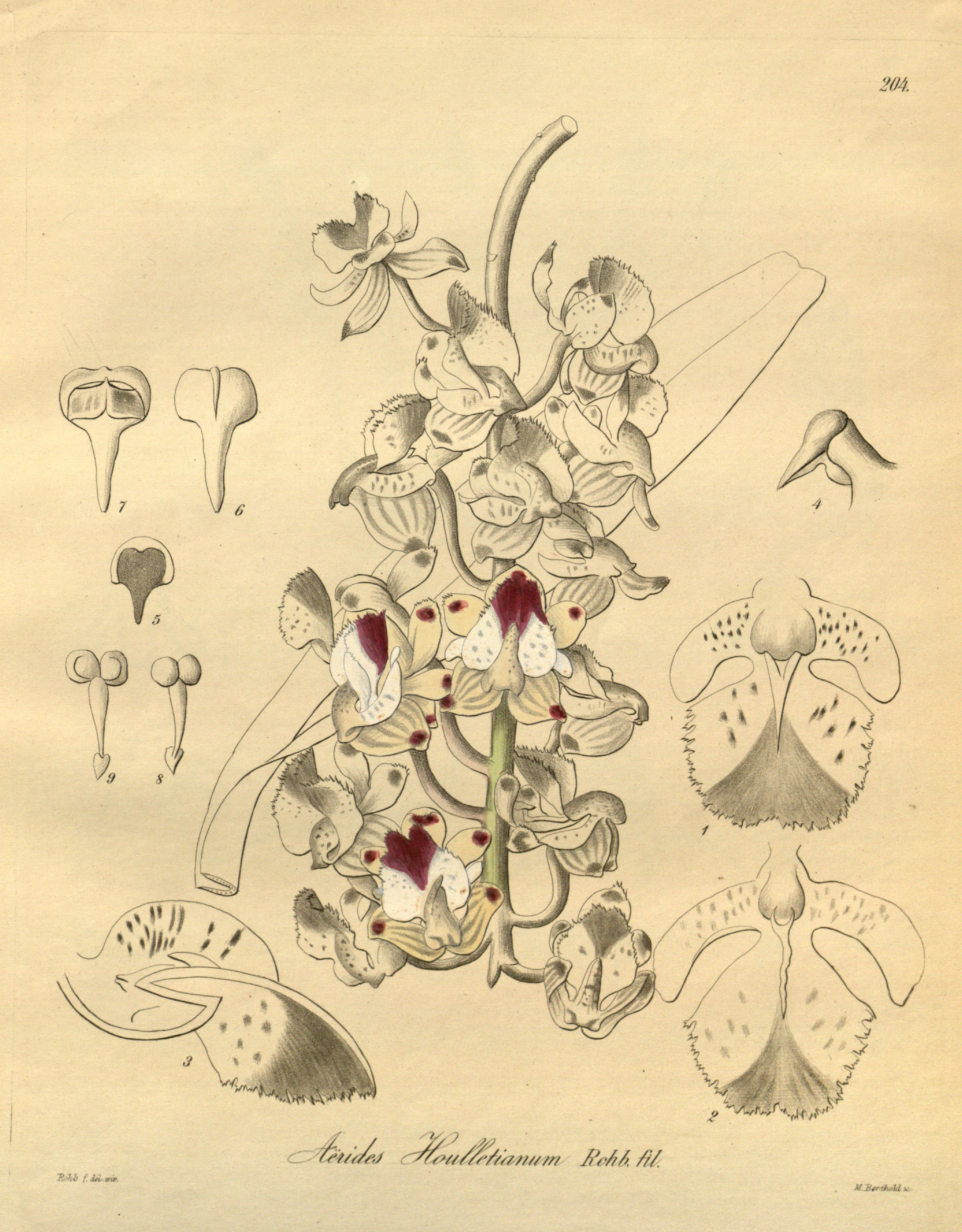
Aerides houlletiana Heinrich Gustav Reichenbach 1878.